# DBB Jugend
Die dbb jugend (dbbj) ist gemäß §7 der DBB-Satzung der Jugendverband des Deutschen Beamtenbundes. Mitglieder sind laut Satzung alle Mitglieder der zum Deutschen Beamtenbund gehörenden Fachgewerkschaften des DBB vom 16. bis zum 30. Lebensjahr, insgesamt etwa 150.000 Mitglieder.
Bundesjugendleiter ist seit dem 6. Mai 2022 Matthäus Fandrejewski.

## Organisation
Die Organisation besteht aus dem Bundesverband, den 16 Landesbünden und den 22 Fachjugendgewerkschaften. Die größten Landesverbände sind Bayern und Nordrhein-Westfalen (ca. 22.000 Mitglieder).

### Bundesjugendleitung

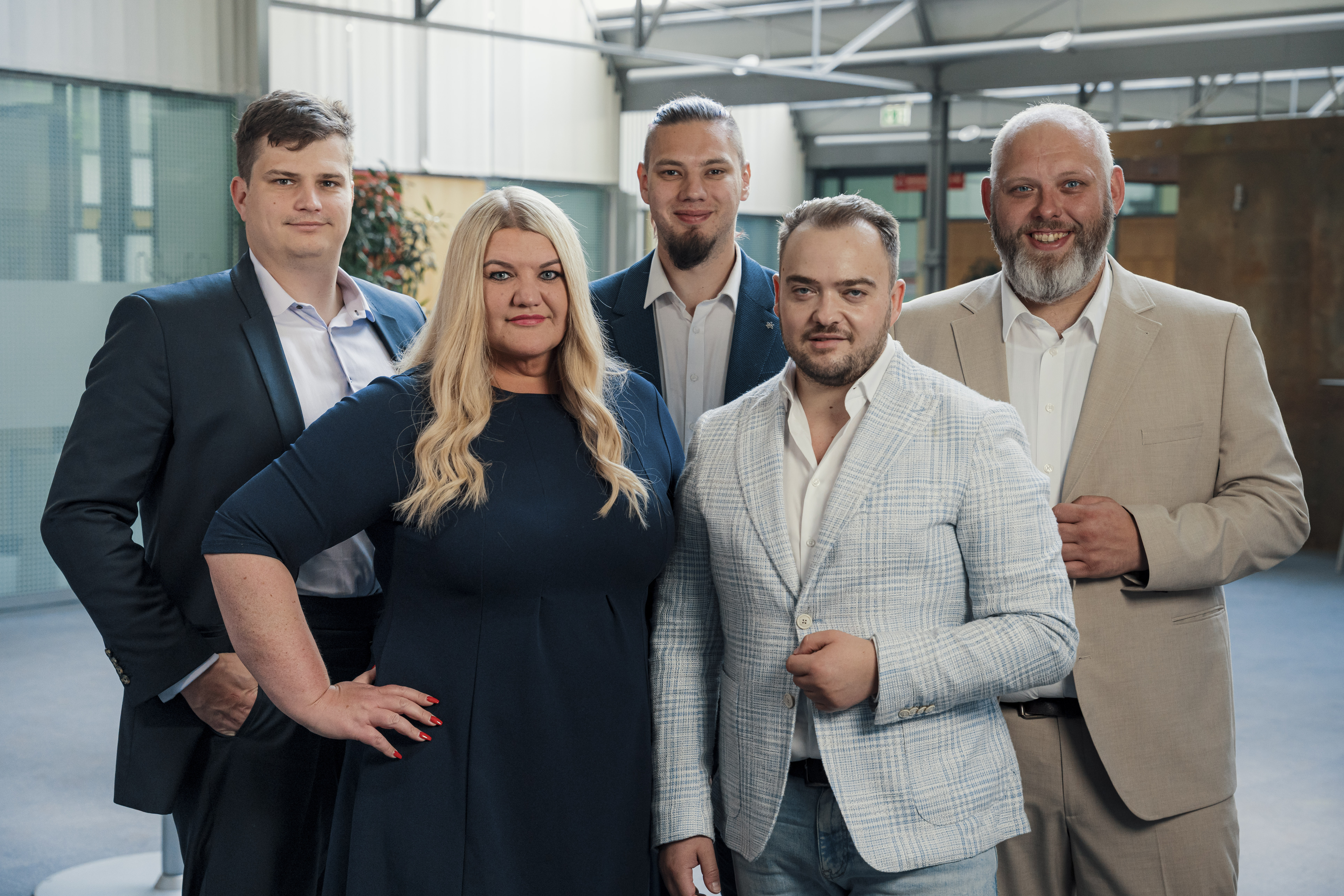
V. l. n. r. Oliver Löwe, Daria Abramov, Felix Reising, Matthäus Fandrejewski, Toni Nickel

Die Bundesjugendleitung besteht aus fünf Personen.
- Matthäus Fandrejewski, Bundesvorsitzender, komba
- Daria Abramov, Erste Stellvertretende Vorsitzende, komba
- Felix Reising, Stellvertretender Vorsitzender, BDZ
- Toni Nickel, Stellvertretender Vorsitzender, JUNGE POLIZEI
- Oliver Löwe, Stellvertretender Vorsitzender, Vereinigung Cockpit

### Fachjugendgewerkschaften
Die Fachjugendgewerkschaften teilen sich wie folgt auf:
- Jugend im Verband Bildung und Erziehung (Junger VBE)
- Jugend der Deutschen Verwaltungsgewerkschaft (dvg-JUGEND)
- Jugend der Gewerkschaft der Sozialversicherung (GdS-Jugend)
- Jugend der BDZ Deutsche Zoll- und Finanzgewerkschaften (BDZ-Jugend)
- Jugend der Kommunikationsgewerkschaft DPV (DPVKOM-Jugend)
- Jugend der Deutschen Steuer-Gewerkschaft (DSTG-Jugend)
- Jugend der Gewerkschaft Deutscher Lokomotivführer (GDL-Jugend)
- Jugend in der komba gewerkschaft (komba jugend)
- Junge Polizei in der Deutschen Polizeigewerkschaft im Deutschen Beamtenbund (JUNGE POLIZEI)
- Jugend im Deutschen Berufsverband für Soziale Arbeit (Junger DBSH)
- Deutsche Justiz-Jugend (DJJ)
- Jugend im Bund Deutscher Forstleute (BDF-Jugend)
- Junge Philologen im DPhV
- Jugend in der vbba Gewerkschaft Arbeit und Soziales (vbba jugend)
- Jugend in der VdB Bundesbankgewerkschaft
- Jugend im vbob Gewerkschaft Bundesbeschäftigte (VBOB-Jugend)
- Jugend im Verband der Beschäftigten des Gewerblichen Rechtsschutzes (VBGR-Jugend)

### Kooptierte Mitglieder
- Jugend im VRFF – Die Mediengewerkschaft
- Jugend im Verband der Beamten und Beschäftigten der Bundeswehr (VBB-Jugend)
- VDStra – Fachgewerkschaft der Straßen- und Verkehrsbeschäftigten (VDStra-Jugend)
- Jugend im Verband der Arbeitnehmer der Bundeswehr (VAB-Jugend)
- Jugend in der Gewerkschaft Technik und Naturwissenschaft (BTB-Jugend)

### Gremien, Kommissionen etc.
Die dbb jugend ist Mitglied in folgenden Organisationen bzw. arbeitet in deren Gremien, Kommissionen und Arbeitsgruppen aktiv mit:
- DBB Beamtenbund und Tarifunion
- CESI-Youth
- Deutscher Bundesjugendring (DBJR)
- Arbeitsgemeinschaft für Kinder- und Jugendhilfe (AGJ)
- Informations- und Dokumentationszentrum für Antirassismusarbeit (IDA)
- Deutsches Nationalkomitee für internationale Jugendarbeit (DNK)
- Europäisches Jugendforum
- Deutsches Jugendherbergswerk e.V. (DJH)

## Aktivitäten

### Nationale Aktivitäten
Die dbb jugend ist schwerpunktmäßig auf den Feldern der Jugend- und Arbeitsmarktpolitik öffentlich aktiv. Die jugendpolitischen Vorstellungen werden in Gremien wie den Deutschen Bundesjugendring oder die Landesjugendringe eingebracht. Darüber hinaus bezieht die dbb jugend Position zu den Themen Umwelt- und Bildungspolitik, der Zukunft Europas, der Digitalisierung der Arbeitswelt und Fragen der Generationengerechtigkeit. Zu diesen Themen verfügt die dbb jugend über ein umfangreiches Seminarprogramm.
Die dbb jugend ist ein freier Träger der Jugendhilfe und ebenfalls Mitglied in der Arbeitsgemeinschaft für Jugendhilfe.

### Internationale Aktivitäten
Im Jahre 1997 wurde die CESI-Youth-Division gegründet, die in enger Anbindung an die CESI („Europäische Union der Unabhängigen Gewerkschaften“) für die Anliegen der (Gewerkschafts-)Jugend auf europäischer Ebene eintritt.
Die dbb jugend hat weltweite Kontakte. Derzeit wird im Jahresrhythmus ein Jugendaustausch mit Israel ausgeführt.

### Mediale Außenwirkung
Die dbb jugend betreibt das Online-Magazin #staatklar. Hier werden über aktuelle Themen und Entwicklungen aus dem Staatsdienst, der Daseinsvorsorge und dem Bereich der systemrelevanten Infrastruktur berichtet und dabei ein besonderer Fokus auf die Interessen und Belange junger Menschen gelegt. Bis 2022 wurde das Magazin noch unter dem Namen „tacker“ veröffentlicht.